# Raimund IV. (Turenne)
Raimund IV. († wohl 1243) war ein Vizegraf von Turenne aus dem Haus Comborn. Er war ein Sohn des Vizegrafen Raimund III. und der Helie von Severac.
Raimund erklärte seinen Willen zur Teilnahme an einem Kreuzzug (Kreuzzug von Damiette, bzw. fünfter Kreuzzug) in einer im Jahr 1219 in Martel ausgestellten Urkunde. Er war verheiratet mit Alix, einer Tochter des Grafen Guido II. von Auvergne. Sie hatten eine gemeinsame Tochter namens Hélis, die mit Elias Rudel von Bergerac verheiratet war. Ihr Erbe wurde spätestens nach dem Tod der Mutter um 1250 von Raimunds Neffen, Raimund V., erfolgreich bestritten.

## Weblink
- Vicomtes de Turenne bei Foundation for Medieval Genealogy.fmg (englisch)

| Vorgänger    | Amt                            | Nachfolger |
| ------------ | ------------------------------ | ---------- |
| Raimund III. | Vizegraf von Turenne 1219–1243 | Hélis      |

| Personendaten    | Personendaten         |
| ---------------- | --------------------- |
| NAME             | Raimund IV. (Turenne) |
| KURZBESCHREIBUNG | Vizegraf von Turenne  |
| GEBURTSDATUM     | 12. Jahrhundert       |
| STERBEDATUM      | um 1243               |